# 沃尔基尔 (纽约州奥兰治县)
沃尔基尔（英語：Wallkill）是位於美國紐約上州奧蘭治縣的一个城鎮。沃尔基尔位於奧蘭治縣中心。84号州际公路在该镇南部與纽约州17号公路相交。美国6号公路和紐約州17K、211号和302号公路也經過該鎮的部分地區。

## 歷史
沃尔基尔最初的土地所有权可追溯至1724年，但此後几十年中該地區幾乎没有進行任何開發和定居。沃尔基尔成立于1772年，但随着阿爾斯特縣的成立，该镇的一部分土地被划走。沃尔基尔在美國獨立戰爭期间因亨利·威斯纳和他的女婿摩西·菲利普斯在菲利普斯堡和克雷格维尔的工場為美國軍隊生產火药而聞名。

## 地理
根据美国普查局的數據，沃尔基尔总面积為163平方公里，其中161平方公里的土地是陸地，水域面積1.6平方公里，佔比百分之0.92。
沃尔基尔東面與漢普頓堡和蒙格瑪利接壤，北面與克劳福德接壤，西側與瑪瑪卡廷和希望山相接，南邊与瓦瓦安达和歌深接壤。該鎮幾乎完全包圍了米德尔敦市。

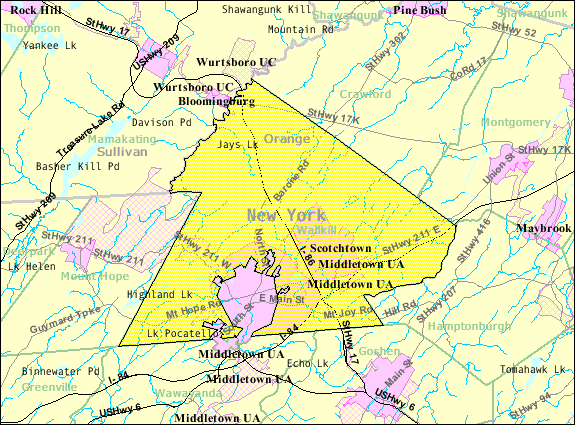
沃尔基尔地理範圍

## 經濟
沃尔基尔是首個劳合社超级中心商城的所在地。这里拥有眾多零售店、购物中心和餐館，其中許多位於211号公路沿線，沃尔基尔郊區的格局與高速公路開發相關聯。 購物中心Galleria at Crystal Run和超级沃尔玛都位於该镇，後者取代了該地區建造的第一座購物中心奧蘭治廣場。

## 本地文化
沃尔基尔是每年夏天奥兰治县集市的举办地。